# Eulia achyritis
Eulia achyritis är en fjärilsart som beskrevs av Edward Meyrick 1926. Eulia achyritis ingår i släktet Eulia och familjen vecklare. Inga underarter finns listade i Catalogue of Life.